# Цариця Феодора Сугдейська
Цариця Феодора Сугдейська — персонаж кримських легенд; цариця, яка, згідно з переказами, правила містом Сугдея в середні століття.

## Легенда про Феодору
За легендою, володіння Феодори включали в себе фортецю Алустон (Алушта) і межували з генуезькою колонією в Кафі, з якою у сугдейців були напружені стосунки. Багато знатних вельмож мріяли назвати красуню Феодору своєю дружиною, але молода цариця дала обітницю безшлюбності, щоб всі свої сили докласти до турботи про рідний край.
Феодору зрадив її названий брат Іраклій, любов якого вона відкинула. Перейшовши на бік генуезців, Іраклій переконав їх атакувати більш слабку Сугдею і допоміг за допомогою зради захопити місто. Феодора з військом і жителями відступила в Алустон, а після його штурму і падіння сховалася на горі  Кастель. Пройшовши непоміченим на Кастель, Іраклій відкрив ворота ворогам, але був упізнаний і убитий Феодорою. Відбулася кровопролитна битва, в якій загинули всі до єдиного сугдейці разом з дівчиною-воїном Феодорою. На південно-східному схилі гори видно темні смуги — за переказами це сліди крові полеглих захисників Кастелю.
Існує інший варіант легенди, згідно з яким у Феодори був воєначальник Гіркас, який також пропонував цариці свою любов, але отримав відмову. В помсту Гіркас перейшов на сторону генуезців і допоміг їм захопити Сугдею. Стоячи на вершині вежі, Феодора прокляла зрадника і кинулася вниз на камені.

## Історичне обґрунтування
Історики не змогли виявити доказів існування Феодори, але в легендах досить точно описується боротьба за володіння над Кримом, що відбувалася в XII–XIV ст. між  Генуєю і  Венецією. Сугдея (на той час перебувала під формальним управлінням венеціанського консула і одночасно залежала від татаро-монголів) була захоплена генуезцями в липні 1365 р.. Хто в цей час керував містом залишається невідомо. Легенди про Феодору були відомі ще в XVIII ст. серед місцевого населення.
У 1832 р. вийшов історичний роман С. П. Карпова «Феодора — володарка древньої Сугдеї» (більше не видавався), присвячений легендарній цариці. Історик- кримознавець Снєжкова записала в 1930-ті роки варіант легенди, який увійшов в сучасні літературні збірники. Про царівну Феодору також згадують відомі учені — кримознавець А. Маркович,  Є. Л. Марков, С. Качионі. З середини ХХ ст. легенда про Феодору широко використовується екскурсоводами та гідами завдяки піднесеному і благородному образу царівни.

## Цікаві факти
На початку 2000-х років кримськими виноробами був випущений сорт білого десертного вина «Мускат Цариця Феодора», що отримав назву в пам'ять легендарної цариці.